# Frœschwiller
Frœschwiller (tiếng Đức: Fröschweiler) là một xã thuộc tỉnh Bas-Rhin trong vùng Grand Est đông bắc Pháp.